# Litoria cooloolensis
Espèce
Statut de conservation UICN

 EN B1ab(iii) : En danger
Litoria cooloolensis est une espèce d'amphibiens de la famille des Pelodryadidae.

## Répartition
Cette espèce est endémique du Queensland en Australie. Elle se rencontre dans les îles Fraser et Stradbroke-Nord ce qui représente 2 400 km2.

## Description
Les mâles mesurent de 21 à 26 mm et les femelles de 21 à 30 mm.

## Étymologie
Son nom d'espèce, composé de coolool[a] et du suffixe latin -ensis, « qui vit dans, qui habite », lui a été donné en référence au lieu de sa découverte, le comté de Cooloola (en), une ancienne zone d'administration locale à environ 170 km au nord de Brisbane.

## Publication originale
- Liem, 1974 : A New Species of the Litoria bicolor Species Group from Southeast Queensland, Australia (Anura:Hylidae). Memoirs of the Queensland Museum, vol. 17, no 1, p. 169-174.